# Apoplania chilensis
Apoplania chilensis là một loài bướm đêm thuộc họ Neopseustidae. Chùn được mô tả bởi D.R. Davis vào năm 1975. Nó sinh sống wor rừng rậm của miền trung Chile tại độ cao từ 600-1000 mét.
Sải cánh dài 15–19 mm đối với con đực và khoảng 20 mm đối với con cái. Chúng sinh sống ở khu vực có cây Nothofagits và Chusquea.